# Пиадина романьола
Пиадѝна романьòла (на италиански: Piadina romagnola. букв. Пиадина от Романя) или също пиàда (на италиански: piada) е италиански хранителен продукт, състоящ се от тънка фокача от пшеничено брашно, свинска мас или зехтин, бикарбонат или мая, сол и вода, който традиционно се готви на теракотен тиган, наречен tégia (на диалект от Романя) или tëst, но днес по-често се готви върху метална плоча или върху огнеупорна каменна плоча. Въпреки че е традиционна за Романя, пиадината става известна в цяла Италия и в чужбина.

## Етимология
Пиада (на местен диалект piê, pièda, pjida, piadeina), от което идва умалителното „пиадина“, произлиза от северноиталианския термин piàdena - „съд“, който идва от средновековния латински plàdena или plàtena, от plathana, на свой ред идващо от старогръцкото πλάθανον pláthanon – „съд или калъп за печене на хляб, сладкиши и др.“, „дълга чиния, тава“. Думата piada е засвидетелствана за пръв път през 16 век от Пиетро Бембо със значението на „чинийка“.
Терминът „пиада“ по-късно е официализиран от Джовани Пасколи, който италианизира диалектната дума от Романя pié.

## История
Още в древни времена съществуват някои „роднини“ на съвременната пиадина.
Жителите на езерните жилища на Ломбардия около 1200 г. пр. н. е. ядат безквасни питки, изпечени върху кръгли плочи от горещ камък, а етруските ядат вид безквасен плосък хляб, наречен „фарината“, който много прилича на пиадина романьола.
Повлияни от етруските, древните римляни също се научават да правят „фарината“, но едва след 2 век от н.е., когато брашното, приготвено от пшеница, заменя онова смляно от лимец. Става редовна практика (особено сред легионерите) да се прави лична дневна доставка на „пиадина“, замесена от пшенично брашно, сол и вода. Разточено на дискове с диаметър около 20-25 см, това тесто е приготвяно на глинена скара (на лат. testum), от които са запазени няколко оригиналa в Сарсина. Въпреки че не става въпрос за днешната пиадина, тя все пак наподобява доста на безквасния хляб, широко използван в Древен Рим. Подобно на днешния си аналог този римски хляб никога не се е консумирал сам, а винаги е бил придружаван от сирене, зеленчуци, риба или месо. Има множество литературни препратки към разпространението на тази римска „пиадина“ в латинската класика: Вергилий, Фест, Катон Млади, Варон, Овидий, Плиний, понякога наричан libum или testuatim, вид фокачи за религиозни цели.
Варварските нашествия повлияват, но не променят съществено диетата на италианското население. Следователно пиадината оцелява, преди всичко като плосък хляб на най-бедните.
Първото писмено свидетелство за пиадина датира от 1371 г., когато в Descriptio Romandiolae папският легат Англико де Гримоар описва рецептата на народа на Романя: „Прави се от пшенично брашно, накиснато във вода и подправено със сол. Може също да се смеси с мляко и да се подправи с малко свинска мас“.
Древна форма на пиада е също фокачата от брашно от жълъди и други бедни брашна, използвана в древни времена в Монтефелтро.
По думите на Джовани Пасколи пиадината е „Хлябът, наистина националната храна на жителите на Романя“, и в действителност тя е била такава преди всичко за най-бедните и по-специално за жителите на Тоскано-Романьонските Апенини.

## Типология и приготвяне
В Романя има два различни вида традиционни пиадини: по-дебелата Пиадина романьола (piadina romagniola), типична за районите на Форли, Чезена и Равена, и по-тънката Пиадина романьола в стил Римини (piadina romagnola alla riminese), която е продукт IGP (Защитено географско указание).

### Пиадина романьола
Традиционно (до 1940-те години) тя се приготвя само с пшенично брашно, свинска мас, сол и вода. Тогава дебелината ѝ е 1,5-2 см, а диаметърът – над 40 см: големите размери се свързват с факта, че семействата са били средно от около десет души. Не се използват дрожди или се използва малко количество прясна мая подобно на тази за хляб. Тогавашното приготвяне става в тави, направени от занаятчиите на Монтетифи. Тези тави са получени чрез изпичане на смес от две различни глини, открити в района в стари дървени фурни, придобивайки характерен кафяво-сивкав цвят.
От 1950-те години нататък размерите и дебелината са намалени съответно до 25-30 cm и 0,5-1 cm. Започват да се използват обикновени теракотени плочи, произвеждани от различни пещи в района, но готвенето на теракота е възможно само на огън над снопове или на икономична печка (т. нар. cucina economica), тъй като пламъкът, който облизва цялата повърхност, е задължително по-нисък. От 1960-те години се разпространяват чугунени, железни или алуминиеви тигани, които могат да се използват над газовия пламък с по-висока проводимост, позволявайки пиадата да се готви във всяка кухня. Въведен е и набухвател, който първоначално е натриев бикарбонат, а по-късно дрожди, обикновено използвани за сладкиши (на базата на натриев пирофосфат). За да се предотврати образуването на парни мехурчета вътре по време на готвене, пиадината първоначално се пробива с вилица на няколко места. Ако е добре приготвена, трябва да има характерните петна с тухлен цвят и никога да не е черна. След готвене, за няколко минути трябва да разпръсне влагата отвътре, затова трябва да се държи вертикално добре изложена на въздух, често в специални дървени решетки.
Пиадината от Романя варира леко в различните райони. Във Форли и Чезена е дебела и по-голяма от варианта в Имола, който е голям и малък, широк колкото разтворена длан.

### Пиадина романьола в стил Римини
За Провинция Римини е традиционна една доста различна пиадина, без мая, много тънка (2-3 мм) и гъвкава, така че може да се сгъва върху самата себе си. По време на готвене образува мехурчета, които в крайна сметка оставят характерните „очи“. За разлика от тази от Романя и Равена, които трябва да съхнат много, тази от Римини трябва да запази определена вътрешна влажност и веднага след като се сготви, се поставя върху дъската за рязане или дори на купчини.

### Домашна и индустриална пиадина
Истинската пиадина от Романя, както от вида романьола, така и в стил Римини, се приготвя у дома или може да се купи в характерните будки, където „пиадинари“ я готвят на място; продават се както без пълнеж, така и с пълнеж. Освен това много местни тратории или ресторанти я сервират като хляб.
От последните десетилетия на 20 век някои индустрии пускат на пазара имитации, предварително приготвени и дълготрайни, разпространени в супермаркетите в цяла Италия. Като цяло те клонят към пиадината в стил Римини за по-голяма леснота на използване.

## Често срещани употреби
Може да се консумира като хляб към различни ястия по време на основните хранения. Освен това, напълнена по различни начини, служи за хапвания между тях или се консумира като улична храна.
Традиционно се нарязва на квадратчета, които обикновено са 4, но могат да бъдат и 6 или 8 (а ако пиадата не е много голяма – дори на две половинки) и се пълни със студени разфасовки (шунка, салам, копа, копа ди теста) или със сирене скуакероне или с наденица, приготвени на скара или на плоча (често с печен лук) или с резенчета поркета.

## Крес (или Касоне, Калцоне)
Крес или Касоне (в Римини) или Калцоне (в Имола), на диалект на Романя carsón, cunsón или casòun, е традиционен продукт, получен от пиадина. Тестото е много по-тънко (около 4 мм, без очевидни разлики между района на Римини и останалата част от Романя). Преди готвене се пълни, сгъва се и се затваря под формата на полумесец, като се запечатват добре краищата с натиск. Традиционният пълнеж е с диви билки, подправени с чесън, олио, сол и черен пипер, предварително сварени или сурови и много ситно нарязани). Традиционно се събират спонтанно в нивите и необработваемите площи полски мак, глухарче и др. По-често се използват спанак, манголд (често листа от захарно цвекло) и цикория, смесени различно.
Други пълнежи, които не са традиционни, но се използват днес, особено в будките, са: тиква и картофи, картофи и колбаси, фрико (смес от патладжани, тиквички, лук, чушки, домати приготвени в зехтин), моцарела и домати, варена шунка и моцарела.

## Разпространение
Павилионите, където пиадината се приготвя и продава веднага след приготвянето ѝ, се намират в големи количества в градовете на Романя. Те са бели с вертикални ленти, със стандартизирани цветове за различните места.

## Наименование за защитено географско указание
С Регламент 1174 от 24 октомври 2014 г., публикуван на 4 ноември 2014 г. в Официален вестник на Европейския съюз, Пиадина романьола е регистрирана като защитено географско указание (на итал. IGP) и във вариант от Римини с разширен териториален обхват до целите провинции Римини, Форли-Чезена, Равена и частта от провинция Болоня източно от река Силаро, както е посочено в спецификацията, която установява нейните характеристики. Символът на IGP е представен от стилизираното изображение на петел и царевичен клас.

## Пиадина на Мадона дел Фуоко
Във Форли, по случай празника на Мадона дел Фуоко (Мадоната на огъня) – покровителка на града, има обичай да се приготвя сладка, празнична версия на пиадина, наречена „Пиадина на Мадоната на огъня“ или „Хляб на Мадоната на огъня“ (piadina/pane della Madonna del Fuoco). Традиционните съставки са: брашно, мляко, захар, масло или двойно пресован зехтин, бирена мая и особено анасон.

## Стихотворения и песни за пиадината
- La piadа от Джовани Пасколи
- La Piè (Il pane dei poveri) от Марино Морети
- La Pida Rumagnola от Онорио Лоренцини
- La Piadoina от Л. Ванони
- La Piadina от Паола Джованини
- Il Teggiaio di Montetiffi от Джулио Гоци[18]
- Burdèla campagnola, песен на диалект на Романя от Секондо и Раул Казадей
- La piê, културно списание, основано от Алдо Спаличи през декември 1919 г. и просъществувало до 2019 г., считано за най-престижното списание за културата на Форли и Романя.[19]